# Mount Chalmers
Mount Chalmers ist ein 2387 m hoher Berg in der antarktischen Ross Dependency. Er ragt 8 km südlich des Gipfels von Mount Keltie aus der östlichen Geländestufe der Conway Range auf.
Teilnehmer der Discovery-Expedition (1901–1904) unter der Leitung des britischen Polarforschers Robert Falcon Scott entdeckten ihn. Namensgeber ist Robert Chalmers, 1. Baron Chalmers (1858–1938), von 1903 bis 1907 stellvertretender Sekretär des britischen Schatzamts.